# Haplotaxida
Ordre
Les Haplotaxida sont un ordre de vers annélides. 

## Liste des familles
Selon World Register of Marine Species (12 janvier 2019) :
- famille Ailoscolecidae Bouché, 1969
- famille Alluroididae Michaelsen, 1900
- famille Almidae Duboscq, 1902
- famille Biwadrilidae Jamieson, 1971
- famille Criodrilidae Vejdovský, 1884
- famille Diporodrilidae Bouche, 1970
- famille Dorydrilidae Cook, 1971
- famille Haplotaxidae Michaelsen, 1900
- famille Hormogastridae Michaelsen, 1900
- famille Kazimierzidae Nxele, Plisko, Mwabvu & Zishiri, 2016
- famille Lumbricidae Claus, 1876
- famille Lycodrilidae Svetlov
- famille Microchaetidae Beddard, 1895 emend. Plisko, 2012
- famille Naididae Ehrenberg, 1828
- famille Narapidae Righi, 1983
- famille Ocnerodrilidae Beddard, 1891
- famille Octochaetidae Michaelsen, 1900
- famille Opistocystidae Černosvitov, 1936
- famille Parvidrilidae Erséus, 1999
- famille Phreodrilidae Beddard, 1891
- famille Rhinodrilidae Benham, 1890
- famille Syngenodrilidae Smith & Green, 1919
- famille Tiguassidae Brinkhurst, 1988
- famille Tritogeniidae Plisko, 2016